# ری یونگ گیل
ری یونگ گیل (리영길؛ زادهٔ ۱۹۵۵) فرمانده نظامی و سیاست‌مدار اهل کره شمالی است، که هم‌اکنون به‌عنوان وزیر تأمین اجتماعی کره شمالی فعالیت می‌کند.